# Tomislav Kronja
Tomislav Kronja, hrvaški vojaški zdravnik in general, * 12. november 1914, † 19. avgust 1972.

## Življenjepis
Pred drugo svetovno vojno je končal medicinsko fakulteto in po vojni še filozofsko fakulteto. Leta 1941 je pričel sodelovati v NOVJ, naslednje leto pa je vstopil v KPJ in NOVJ. Opravljal je vojaškosanitetne naloge.
Po vojni je bil med drugim načelnik in predavatelj na VMA.